# Phellinidium
Phellinidium ist eine Pilzgattung, die von den Feuerschwämmen im engeren Sinn (Phellinus s. str.) abgetrennt wurde.
Die Typusart ist der Rostrandige Feuerschwamm (Phellinidium ferrugineofuscum).

## Arten
Für Europa werden folgende Arten angegeben bzw. sind dort zu erwarten:
| Deutscher Name            | Wissenschaftlicher Name       | Autorenzitat                             |
| ------------------------- | ----------------------------- | ---------------------------------------- |
| Rostrandiger Feuerschwamm | Phellinidium ferrugineofuscum | (P. Karsten 1887) Fiasson & Niemelä 1984 |
| Duftender Feuerschwamm    | Phellinidium pouzarii         | (Kotlaba 1968) Fiasson & Niemelä 1984    |
|                           | Phellinidium sulphurascens    | (Pilát 1936) Y.C. Dai 1995               |
|                           | Phellinidium weirii           | (Murrill 1914) Y.C. Dai 1995             |